# Дзаккарделли, Джулиано
Джулиа́но Дзаккарде́лли (итал. и англ. Giuliano Zaccardelli) — восьмой комиссар Королевской канадской конной полиции со 2 сентября 2000 по 6 декабря 2006 года.
Родился в Предзе (Италия), переехал в Канаду в возрасте 7 лет и вырос в Монреале.
На следующий день после предоставления в Палату общин отчёта по делу Махера Арара он ушёл в отставку. Многие депутаты утверждали, что свидетельские показания Дзаккарделли противоречили предыдущим показаниям, которые он давал.
В настоящее время он является высшим чиновником Интерпола в Лионе (Франция) и возглавляет программу «OASIS Africa», созданную для помощи африканским полицейским силам и более эффективной борьбы с международной преступностью.

## Награды
- Первый командор ордена «За заслуги полицейского корпуса» (2002 год)
- Командор ордена Святого Иоанна Иерусалимского
- Медаль «В память 125-летия Канадской конфедерации»
- Медаль Золотого юбилея королевы Елизаветы II (2002 год)
- Медаль «За долговременную службу в Королевской канадской конной полиции»
- Великий офицер ордена «За заслуги перед Итальянской Республикой» (Италия, 2 июня 2005 года)[1]
- Офицер ордена Почётного легиона (Франция, 2003 год)
- Медаль В память столетия Саскачевана (2005 год)